# Warsaw Spartans
Warsaw Spartans – polska drużyna futbolu amerykańskiego grająca od 2013 w najwyższej klasie rozgrywkowej Toplidze PLFA oraz posiadająca drużynę rezerw- Warsaw Spartans B w PLFAII oraz juniorską w PLFAJ.

Drużyna powstała na bazie Otwock Hornets w 2007. Rok później przystąpili do rozgrywek ligowych w PLFA II, by w czwartym sezonie przebojem zdobyć mistrzostwo ligi, nie przegrywając ani jednego meczu i awansując do PLFA I. W sezonie 2012 warszawianie zdobyli także trofeum tej ligi. Dwa mistrzostwa ligi z rzędu to wyczyn, którego jak dotąd nie udało się powtórzyć żadnej polskiej drużynie futbolowej. Sezon 2013 to także debiut drużyny juniorskiej.

W 2012 po raz pierwszy wystawiono także drużynę rezerw w rozgrywkach futbolu ośmioosobowego (PLFA8, 4. miejsce), w sezonie 2013 drużyna Warsaw Spartans B rozegra sezon w PLFAII grupie centralnej. Sezon 2013 to także debiut drużyny juniorskiej.

Z drużyną związana jest pierwsza w Polsce żeńska drużyna futbolowa Warsaw Sirens.